# Crkva Gospe Snježne na Tekijama
Crkva Snježne Gospe na Tekijama je crkva u Srijemu, Vojvodina, Srbija. Arapska riječ "tekija" označava mirno počivalište, obično pored putova, i uvijek pored dobre vode, ako u blizini nije bilo većih hanova. Crkva je karakteristična rimokatolička.
Crkva Snježne Gospe na Tekijama nalazi se na samom izlasku iz  Petrovaradina prema  Srijemskim Karlovcima na magistralnom putu Novi Sad - Beograd. Crkva Gospe Snježne na Tekijama glavno je marijansko svetište u Srbiji.

## Pred tursko doba
Na mjestu na kojem se sada nalazi svetište Majke Božje Tekijske stajala je od XIII do XVI stoljeća crkvica posvećena Blaženoj Djevici Mariji. Podigli su je cisterciti, redovnici nazvani po opatiji Citeaux (Cistercium), u Francuskoj. Ovamo su došli na poziv ugarsko-hrvatskog kralja Bele IV, 24. lipnja 1237. Povijest u vrijeme postojanja te crkvice nije nam poznata, jer o njoj nemamo dostupnih i vjerodostojnih podataka.

## Tursko doba
Kad su Turci osvojili Petrovaradinsku tvrđavu, 28. srpnja 1526. godine, postao je grad Petrovaradin sjedištem turskih velikaša. Spomenuta je crkvica bila porušena, a dva derviša podigoše na tom mjestu daščaru. Arapska riječ „tekija” znači počivalište, odmorište, a u širem smislu muslimanski samostan. Odatle ime Tekije. Muslimani su takve samostančiće podizali uz izvore vode, ondje su u to vrijeme postojala dva izvora. Jedan je od njih presušio, drugi postoji još i danas, sto pedeset metara niže crkve, u dolini. Turci iz Petrovaradina rado su tamo odlazili na izlet i odmor, „teferić”. Ljupki obronci Fruške Gore, bujno zelenilo, široki Dunav i beskrajna bačka ravnica pružaju neobično lijep ugođaj. Uz daščaru su Turci sagradili i malu džamiju s minaretom. Kad su Turci napustili Petrovaradinsku tvrđavu u listopadu 1687., nakon poraza kod Haršanja, džamija je ostala pusta.

## Vrijeme poslije Turaka
Godine 1693. došli su u Petrovaradin isusovci. Kako se ukazala potreba za crkvom, kako nisu imali crkve u gradu, zamolili su kardinala Kolonića neka im se dade u vlasništvo džamija na Tekijama, koju su pretvorili u kapelu Bezgrješnog Začeća Marijina. 
Poslije Tekijske bitke 5. VIII. 1716., princ Eugen Savojski koji je bio veliki štovatelj Majke Božje je u znak zahvalnosti za pobjedu darovao kapelici kopiju slike Majke Božje Snježne, koje se original nalazi u bazilici Santa Maria Maggiore u Rimu.
Prvo proširenje kapele izvršeno je o trošku obitelji podmaršala Wenzela Siegfrida grofa Breunera. Stara kapelica je pretvorena u sakristiju, a prednji trup povećan je za dva hvata (3,8 m). U prvoj fazi izgradnje kapela je imala obilježje nadgrobnog spomenika. Ovakvu ju je našao 1735. godine biskup Szöreny. Kapela je imala jedno zvono s likom svetca s kaležom u desnoj ruci (sveti Ignacije!). i natpisom: Johan Dival Goss Mich In Wien 1719. Dugom upotrebom od preko dva stoljeća zvono se raspuklo i 1926. godine u Ljubljani je pretopljeno.
Svake godine na dan Snježne Gospe iz župne crkve sv. Jurja u tvrđavi, vodili su isusovci jutrom procesiju do kapele. Posebni kip nosile su djevojke u bjelini uz pratnju vojne glazbe. Franjevci su predvodili s križem procesiju. Zavjetna kapela postala je poznata po čitavom Srijemu i prijeko Dunava, te je bila mjestom velikih hodočašća, osobito od doba kada je novoizabrani papa Klement XII, 10. VIII. 1730. godine, podijelio potpun oprost na dan Snježne Gospe svim hodočasnicima, uz obične uvjete.
Srijemski biskup Nikola Đivović, 18. prosinca 1760., izvješćuje Svetu stolicu – „... A dalje smatram da ne treba nipošto zaobići kako izvan podgrađa Petrovaradina postoji crkva Blažene Marije Djeve od snijega, o kojoj se brinu isusovci, kao što i u samom gradu parohijom upravljaju. A kako je prije toga bila samo mala kapela, sada od prije nekoliko godina, sredstvima pobožnih legata tamo sakupljenim, uveličana je i čvrstim zidovima izgrađena, tako da je dobila oblik crkve iako male.”
Za prvu stogodišnjicu Zavjetne kapele može se reći da je mala crkva, skromno uređena iznutra i bez uljepšavanja vanjskog izgleda. Ima drveni zvonik crveno obojen. Desno od ulaza u crkvu nalazi se crkveni stan. Svetište je omeđeno s desna brijegom zasađenim vinogradima, a lijevo je duboka provalija koja ponire u široku močvaru do Dunava. Budući da crkva nema vlastitog svećenika povjerenu službu Božju obavljao je svećenik iz Tvrđave, a kasnije je đakovački biskup Mandić, obavljanje službe Božje predao župniku crkve sv. Roka. 

### Okrugić i Hermann Bollé
Župnik crkve sv. Jurja Ilija Okrugić, obnovio je iz temelja Gospinu crkvu. Podignuta su dva nova neogotska zvonika; stara turska džamija, koja je služila kao sakristija, porušena je i na mjestu nje podignuta je kupola s tornjićem. Nad njom se još i danas nalazi polumjesec, a nad polumjesecom križ. Pod kupolom je novi veliki oltar.
O popravku i uređenju crkve Tekijske Gospe, zabilježeno je u djelu „Biskup Josip Juraj Strossmayer” sljedeće; 
„...kada je 1878. g. nadpastir naš u pastirskom poslu boravio u Srijemu obišao je Gospu Tekijsku, tu milu uspomenu svojih ljeta mladih i našao ju trošnu. Župnik-pjesnik Ilija Okrugić, da predusretne biskupa reći će biskupu otvoreno: „Preuzvišeni! Ja živo mislim na restauraciju kapele; novaca sam hvala Bogu dosta sabrao, samo eto molim Vas, da mi kažete, kako da je prema njenoj historičnoj prošlosti, a prema mjestu s koga se eto Bačka i Banat gleda, restauriram.”  Biskup mu je razvio svoj plan, a glede daljnjega uputio ga na arhitekta Hermanna Bolléa, koga će mu, uostalom, kada iz Beča u Đakovo bude došao, poslati. Bollé je napravio dva slična nacrta, a biskup i Okrugić su izabrali nacrt čije je izvođenje stajalo 17.000 forinti.
Proslava nove crkve s milovidnim zvonicima 1881., počela je dolaskom mnogobrojnog naroda već uoči Snježne Gospe. Na sam dan ujutro u šest sati krenula je iz gradske crkve, u kojoj se privremeno nalazila Gospina slika, ogromna procesija predvođena prepoštom opatije Svetog Duha monoštorskog i župnikom tovarničkim Antunom Matićem, uz pucanje mužara i svirku vojničke glazbe. U pola devet je bio blagoslov crkve i Te Deum”.
Stil crkve je mješoviti, prednji dio je neogotski, a zadnji je bizantski. Na prednjoj strani su dva zvonika, visine 27,6 metara od vrha do praga glavnog ulaza. Zvonik četvrtastog oblika ima na svakoj strani po dva prozora s polukružnim gornjim završetkom. Iznad zvonika su, na njegovim uglovima četiri zidane omanje kupe s kuglama na vrhu. Iz sredine se uzdiže velika kupa zidana od opeka sa završetkom na vrhu kuglom i pozlaćenim križem nasađenim na kuglu. Na začelju iznad oltara, na kružnom zidu od opeke postavljena je kupola s promjerom od tri metra. Na vrhu kupole je usidren polumjesec kojeg nadvisuje križ. Oba simbola su pozlaćena. Kupola podsjeća na bizantske crkve čiji su oblik preuzele džamije. Crkva je jednobrodna, 35,8 m duljine i 13,2 m širine, s korom iznad ulaza i sakristijom dograđenom na zadnjoj strani.
Glavni oltar s kipom Gospe Snježne je neogotskog stila izgrađen 1881. godine u tvrtki Ferdinand Stuflesser iz mjesta St. Ulrich u Južnom Tirolu. Čudotvorna slika postavlja se na oltar Marije Snježne. U istoj tvrtki iz Tirola izrađene su 1882. godine i reljefne postaje Križnog puta, kao i kipovi sv.Ćirila i Metoda i sv. Petra i Pavla te drugi kipovi. Pokrajnji oltari sv. Ane i sv. Josipa iz 1884. godine također su izrađeni u radionicama Ferdinanda Stuflessera iz St. Ulrich-Grödena.  
Radovi unutar crkve izvedeni su ličenjem vodenim bojama s nekoliko redova natpisa. Svod kupole je ukrašen zvijezdom. Unutrašnji krug oko zvijezde nosio je natpis: Mater Gratiae Et Misericordiae = Majka milosti i milosrđa, a vanjski: Ave Stella Matutina - Ave Rosa Sine Spina - Spes - Solamen - Medicina = Zdravo zvijezdo jutarnja - Zdravo ružo bez trnja  - nado, utjeho, lijeku.
Rimski brojevni znakovi drugog natpisa označavaju godinu pobjede nad Turcima 1716.: Honor seMper VIrgInI ob TVrCas hIC DIra strage protrItos = Slava uvijek Djevici zbog strašnog sloma pobijeđenih Turaka. Treći natpis na srednjem luku dovodi u vezu pobjednika s ponavljanjem godine pobjede, u rimskim brojevnim znacima: AVspICe nIVea VIrgIne MarIa JesVqVe, EVgenIVs PrInCeps hoC In LoCo tVrCas VICIt prostraVItqVe = S pomoću Djevice Marije Snježne i Isusa, princ Eugen je na ovom mjestu Turke savladao i otjerao (zbir daje 1716.). Drugi red natpisa u rimskim brojevima daje godinu izgradnje (1881.) godine. Četvrti natpis na glavnom luku sadrži pozdrav hodočasnika: SaLVe SanCta MarIa DeI genItrIX Virgo ora pro nobIs peCCatorIbVs = 1881. Zdravo sveta Marijo Bogorodice Djevice - moli za nas griješnike. 
Natpis na mramornoj ploči ispod lijevog prozora kod kora sadrži posvetu dobrotvora svetištu: GratI VIrgInIs CVLtores hoC saCeLLVM noVa bItVrI - CVpVIa - ara saCrIstIaqVe restaVrarVnt - sVIs VotIs LIbenter soLVtIs = Zahvalni štovatelji Djevice imaju ovu crkvu s dva nova zvonika i kupolom, oltarom i sakristijom, ponovno podignutu kroz radosno iskupljenje njihovog zavjeta (1881.)
Prigodom prijenosa čudotvorne slike u obnovljeni Gospinu crkvu 4. kolovoza 1881., Ilija Okrugić je napisao i uglazbio pjesmu koju hodočasnici do danas pjevaju.
Glasnik bosansko srijemske biskupije iz 1893. godine spominje kao davni običaj kako se, svake godine drugi dan Uskrsa iz župne crkve sv. Jurja, gdje je zimi bila, nosi čudotvorna slika Snježne Gospe na Tekije, po podne u svečanoj procesiji, a na svetkovinu svete Krunice (u listopadu) opet svečano prenosi u spomenutu župnu crkvu. Za tu zgodu, za drugi dan Uskrsa ispjevana je pjesma.
Veseli se Gospo i Majko Tekijska!
Raduj se toj slavi, Slavo Varadinska!
Aleluja, zdravo!
Naša diko, slavo!
Veseli se danu ovom Majko mila,
K’o što si se u dan onaj veselila,
Kad uskrsla Sinka,
vidi svog Jedinka!
Veseli se našoj uskrsnoj radosti,
Gledeć skup taj silni bogoljubnih gosti,
Što dođoše amo,
tebe štovat samo!
Kipovi sv. Petra i Pavla i sv. Ćirila i Metoda, izrađeni za 276 forinti od Stuflessera, blagoslovljeni su 4. kolovoza, uz sudjelovanje velikog mnoštva hodočasnika iz Sente, Ade, Velikog Bečkereka, Elemira, Petrova Sela, Bečeja, Sentomaša, Feldvara pa Futoga, Palanke i ostalih mjesta. Iz Temerina je došlo više od 600 hodočasnika. Bilo je blizu 15.000 vjernika, a oko 2.000 je pristupilo pričesti. Pristigli su pojedinci iz Vinkovaca, Privlake i Otoka.
Od Fabinga u Osijeku kupljene su 1893. godine nove orgulje za 1.100 forinti. Na drugi dan Uskrsa zasvirale su prvi put posle Okrugićeve propovijedi i blagoslova, „Kraljice neba raduj se!”

### Vrijeme do II. Vatikanskog koncila
Unutrašnji radovi su izvedeni 1927. godine, popravljene orgulje, nabavljene nove klupe i postavljen krov s nadstrešnicom na lijevoj bočnoj strani od ulaza crkve. Iznos za te radove je bio 75.000 dinara. 
U subotu 5. kolovoza 1933. godine, na Snježnu Gospu, na Tekijama je prisustvovao biskup dr. Antun Akšamović svečanoj proslavi 1900. godišnjice Otkupljenja ljudskog roda. Pratio ga je začasni kanonik konzultor, a kasnije upravitelj župe Uzvišenja sv. Križa u Petrovaradinu g. Vražić i Ivan Lakajnar, župnik u Rumi. Biskup je odslužio svečani pontifikal i izrekao sakupljenom narodu propovijed o dubokom značenju ovog jubileja. Slavlju je nazočilo nekoliko tisuća hodočasnika iz Srijema, Bačke i Banata s oko 40 svećenika.
Franjevci konventualci preuzeli su župu sv. Jurja u Petrovaradinu 1941. godine. Godine 1955. imenovao je đakovački biskup za upravitelja Tekijskog svetišta o. Ambroza Vlahova, eksprovincijala franjevaca konventualaca, dekretom br. 950/1955.g. Tekijska crkva i dalje je ostala teritorijalno i juridički u sklopu župe sv. Roka, Petrovaradin III. Tek 9. svibnja 1960. godine svetište je službeno predato na upravu konventualcima „ad normam juris et ad nutum Sanctae Sedis”

### Nakon II. Vatikanskog koncila
Dekretom biskupskog Ordinarijata u Đakovu od 19. siječnja 1973. godine, broj 370 i 371, Stjepan Miler župnik župe Uzvišenja sv. Križa i dekan petrovaradinskog dekanata imenuje se za upravitelja župe sv. Jurja u Petrovaradinu i rektorom svetišta Majke Božje Snježne. Za njegove suradnike i pomoćnike u upravljanju svetištem imenovani su Stjepan Sokolović župnik župe sv. Roka i Mirko Štrok, župnik u Srijemskoj Kamenici. I od tog nadnevka Gospino svetište ponovno potpada pod jurisdikciju dijecezanskih svećenika.
Prigodom proslave 1000. godišnjice prvog Marijinog svetišta u Hrvata, „Gospe od Otoka” kod Solina podignutom od dobre Kraljice Jelene 976-1976. godine, crkva svetišta, Gospe Tekijske je potpuno obnovljena izvana i preuređena iznutra prema novim liturgijskim propisima. 
Suglasno odluci Drugog vatikanskog koncila, da je svećenik kod služenja mise okrenut licem prema vjernicima, žrtveni misni stol je tako postavljen. Nalazi se u sredini između četiri elegantna, bijela mramorna stupa, koji su gore vodoravno, unakrsno povezani armiranim betonskim zategama. Iznad ovih su dva luka koji se u vrhu,  u njihovim zenitima, križaju. I zatege i lukovi su također obloženi bijelim mramorom, a djeluju kao nasađena kruna na stupovima. Na sredini krune postavlja se čudotvorna slika Marije Snježne, u vrijeme kada je ona prenijeta iz crkve sv. Jurja u svetište. Na vrhu sredine krune namješten je kip Bezgrješnog Začeća Marijinog. 
Iza oltara, iznad vrata sakristije, nalazi se veliko raspelo od hrastovine. S obje strane sakristijskih vrata dva su svetohraništa – tabernakula, desni služi za pohranjivanje Presvetoga, a lijevi je namijenjen za Bibliju. Poruka je to: Krist ostaje do konca svijeta s nama, preko stola kruha i vina, euharistije, i preko stola Riječi. 
Lijevo i desno ispred oltara, a ispod drugog stropnog luka, postavljeni su na zidne konzole po dva kipa: na lijevoj strani su sv. Petar i Pavao, a na desnoj sv. Ćiril i Metod. Pozadi oltara, na zidu, je križ od tamno sivog granitnog kamena „diabas” s tankim finim rubom od bijelog mramora. 
Prozorska stakla, vitraži, su ukrašeni likovima svetaca, s imenom sveca i imenom darovatelja. Vitraži su izrađeni u radionici Milana Stanišića u Somboru 1980. godine. Kupola iznad oltara ima osam prozorčića zastakljenih raznobojnim staklima. Na desnom zidu, između vitraža Srca Marijinog i vitraža Ilije proroka smještena, su dva reljefa, koji su ranije bili na sporednim oltarima. Jedan reljef prikazuje sv. Anu, sv. Joakima i djevojčicu Mariju. Na drugom reljefu je prikazano umiranje sv. Josipa uz prisustvo Marije i Isusa. Na kraju spojenih reljefa postavljeni su kipovi sv. Ane s lijeve strane i sv. Joakima s desne strane.
U niši zida, lijevo od ulaza u crkvu, smještena je slika Gospe žalosne, u zastakljenom drvenom okviru, koji je premazan crvenosmeđom bojom i lakiran. Ram je okovan pocinčanim limom, a oko niše je okvir od bijelog mramora. Slika je dar Jakoba Šili, a poslije ozdravljenja od teške bolesti. Dugo je stajala ispred brijesta koji je usahnuo pokraj crkve.
Tako uređena Gospina crkva na Tekijama blagoslovljena je, a oltar posvećen na blagdan Pohođenja Marijina dana, 31. svibnja 1977. godine, od biskupa đakovačkog i srijemskog msgr. Ćirila Kosa. 
Zvonici na crkvi, oblika kupe, bili su s vanjske strane samo ožbukani i kroz svih sto godina morali su se s vremena na vrijeme popravljati. Radovi na popravci zahtijevali su znatna sredstva, jer se morala za žbukanje i krečenje napraviti skela. Rektor svetišta Stjepan Miler, sa svojim suradnicima, novomajurskim župnikom Stjepanom Sokolovićem i župnikom u Tvrđavi, Jerkom Matošem, te s odbornicima svih triju župa, odlučili su zvonike obložiti bakrenim limom. Radovi su početi krajem lipnja 1981. godine i završeni su za nešto više od mjesec dana, tako je i ovaj posao obavljen prije velike svečanosti.
U godini 2002. i 2003. napravljen je novi Križni put, s betoniranom stazom, 2,20×300 metara. Podignuta je i špilja „Gospe Lurdske”.
U Godini 2004. unutrašnjost je uređena, zidovi svoda su oslikani motivima četiriju otajstava krunice: radosna, žalosna, svjetla i slavna. A sve to prigodom 1700 godina srijemskih mučenika.

## Upravitelji hodočasničke crkve Marije Snježne kod Petrovaradina
- 1.	Martin Jakov,	DI	1710-1717.
- 2.	Wolffburg Petar,	DI	1718-1719.
- 3.	Leger Ivan	DI	1720-1724.
- 4.	Mayr Klemens	DI	1725-1727.
- 5.	Kuniz Adam	DI	1728-1729.
- 6.	Achtsnit Franjo	DI	1729-1730.
- 7.	Heiss Matija	DI	1730-1731.
- 8.	Zamberger Andrija	DI	1732-1734.
- 9.	Rachenberger Matija	DI	1735-1737.
- 10.	Thaller Tomo	DI	1737-1738.
- 11.	Ceschi Ignacije	DI	1738-1739.
- 12.	Kneidinger Leopold	DI	1739-1741.
- 13.	Perger Franjo	DI	1741-1742
- 14.	Harrer Antun	DI	1742-1743.
- 15.	Prugger Bernard	DI	1744-1745.
- 16.	Obermayer Franjo Ksaver	DI	1746-1747.
- 17.	Kosaček Joakim	DI	1748-1758.
- 18.	Teuffel Karlo	DI	1759-1760.
- 19.	Percaić Josip	DI	1761-1763.
- 20.	Schissler Samuel	DI	1764-1766.
- 21.	Schurian Sigismund	DI	1766-1767.
- 22.	Kraus Leopold	DI	1768-1773.
- 23.	Gašić Ivan	DI	?
- 24.	Winkler von Mohrenstreit Ivan Filip EX-DI	1773-1785.
- 25.	Prevasti Antun		1826-1831.
- 26.	Topalović Marko		1831-1832.
- 27.	Milutinović Franjo		1832-1860.
- 28.	Kreneis Ivan		1860-1862.
- 29.	Dreher Franjo		1862-1865.
- 30.	Okrugić Ilija, naslovni opat	1866-1897.
- 31	Salaj Đuro	1897-1906.
- 32.	Krivac Antun, kapelan 	1906-1907.
- 33.	Babić Ivan	1907-1908.
- 34.	Kreneis Vladislav	1908-1916.
- 35.	Renčević Ivan	1916-1917.
- 36.	Hržić Miroslav	1917-1923.
- 37.	Pacovski Stjepan 	1924-1955.
- 38.	Vlahov Ambroz OFMC	1955-1963.
- 39.	Felja Jerko              OFMC	1963-1965.
- 40.	Kamenski Dominik OFMC	1965-1971.
- 41.	Zlodi Zvonko        OFMC	1971-1972.
- 42.	Vujić Jeronim       OFMC	1972-1973.
- 43.	Miler Stjepan	1973-2005.

## Vanjske poveznice
- Službena stranica Svetišta Majke Božje Snježne
- Popis župa u Srijemu
- Povijest Srijemske biskupije